# Fritz Wündisch

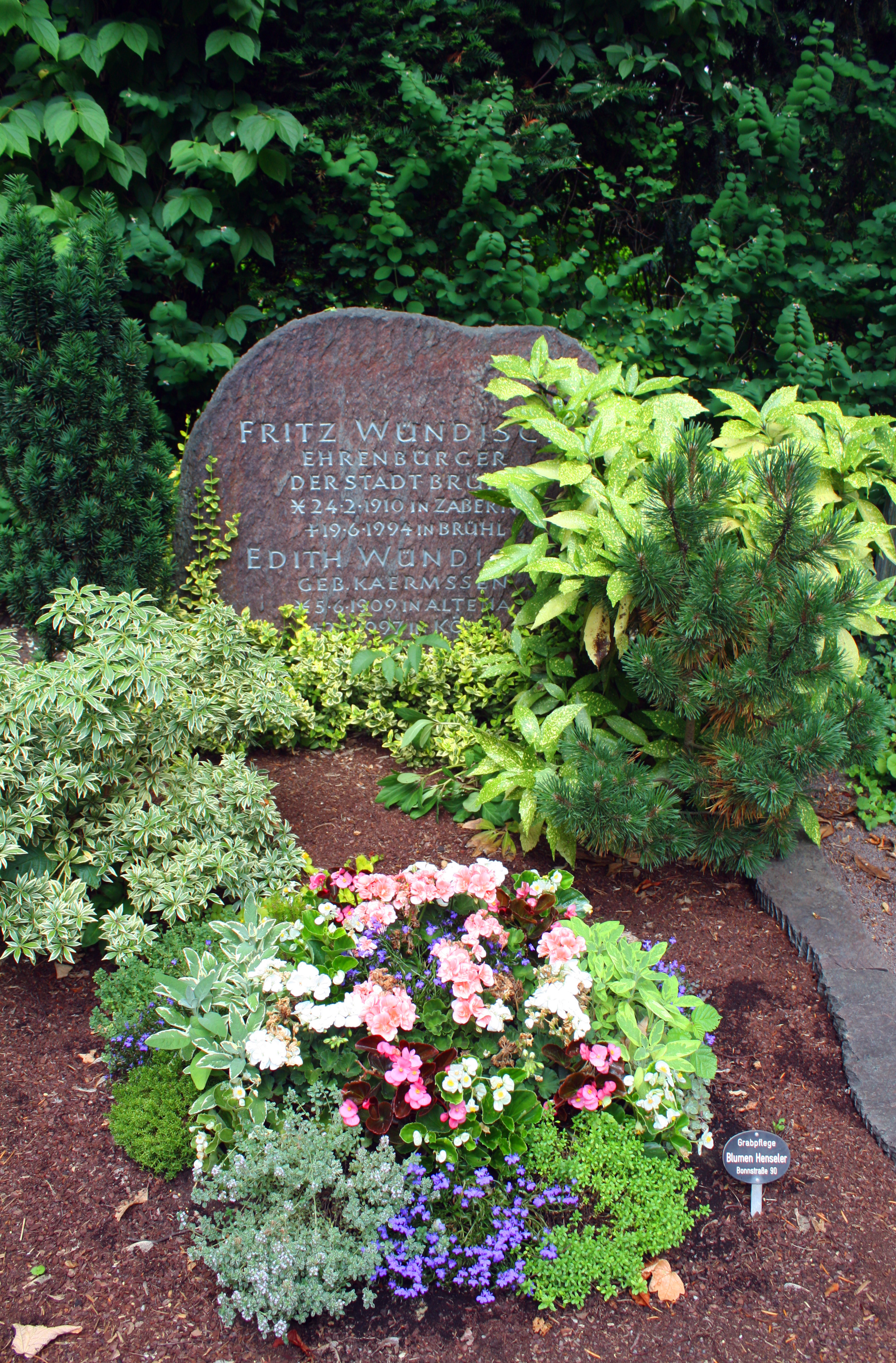
Familiengrab Wündisch, Brühl Südfriedhof

Fritz Wündisch (* 24. Februar 1910 in Saverne (Zabern, Elsass); † 19. Juni 1994 in Brühl) war Jurist und Historiker.

## Leben
Nachdem infolge des Ersten Weltkrieges das Elsass wieder an Frankreich angegliedert wurde, verließ die Familie Wündisch ihre Heimat und verzog nach Deutschland. Wündisch, dessen Eltern im Jahr 1923 verstorben waren, lebte dann bei Verwandten in Berlin.

### Ausbildung
Fritz Wündisch studierte nach dem 1928 am Prinz-Heinrich-Gymnasium in Berlin-Schöneberg abgelegten Abitur Rechtswissenschaft. Während seines Studiums in Erlangen wurde er 1928 Mitglied der Burschenschaft der Bubenreuther. Die erste juristische Staatsprüfung legte er 1932 in der Stadt Celle, das Assessorexamen 1935 in Berlin ab.

### Berufsleben
1936 wechselte Wündisch ins Rheinland und begann sein Berufsleben mit einer Anstellung als Anwaltsassessor bei der Hauptverwaltung der Braunkohle- und Brikettfabrik Roddergrube. Während des Zweiten Weltkrieges wurde er zur Wehrmacht einberufen. Ende 1945 konnte er seine Tätigkeit bei der Roddergrube wieder aufnehmen. Bis 1952 war er Justiziar des Unternehmens, danach wurde er Leiter der Steuerabteilung. Infolge des Zusammenschlusses der Braunkohlewerke zu den Rheinischen Braunkohlekraftwerken AG (heute Rheinbraun) wurde Fritz Wündisch nach Köln versetzt und war dort bis zu seiner Pensionierung im Jahr 1975 als Prokurist der Steuerabteilung tätig.

### Forschung
Schon 1947, als Wündisch sich für Brühl als bleibenden Wohnort entschieden hatte, begann seine Beschäftigung mit der Brühler Geschichte, die er in die Geschichte Kurkölns einordnete. Einzelne Beiträge zur Brühler Geschichte erschienen als Beilage in den „Brühler Heimatblättern“. Ebenfalls erforschte er die Geschichte des rheinischen Braunkohlebergbaus. Durch seine Initiative entstand das Rheinbraunarchiv in Schloss Paffendorf, heute Rheinbraun Informationszentrum.
Nach seiner Pensionierung intensivierte er seine historische Forschung durch Archivarbeit und Quellenstudien, auf denen seine Veröffentlichungen basieren.
Seine umfangreiche Sammlung aus Quellenabschriften und Regesten zur Geschichte Brühls hat er dem Stadtarchiv Brühl übergeben.

### Gesellschaftliches Engagement
Seine Erfahrungen und Kenntnisse brachte er in verschiedenen Gremien ein. So war er Mitglied des Kuratoriums der Volkshochschule Brühl, in Ausschüssen der Knappschaft und stellvertretender Vorsitzender der Gemeinnützigen Baugesellschaft Brühl.

### Ehrungen
- 1952 Berufung als Mitglied der Gesellschaft für Rheinische Geschichtskunde
- 1974 Bundesverdienstkreuz am Bande
- 1977 Rheinlandtaler (erstmals verliehen)
- 1980 Ehrenring der Stadt Brühl
- 1983 Kulturpreisträger des Erftkreises (heute Rhein-Erft-Kreis)
- 1990 Verleihung der Ehrenbürgerschaft der Stadt Brühl

## Gedenken
Fritz Wündisch wurde 1994 auf dem Brühler Südfriedhof beigesetzt. Eine kleine Straße in der Nähe des Friedhofes trägt heute seinen Namen.

## Veröffentlichungen
- Fritz Wündisch:  Von Klütten und Brikett. Bilder aus der Geschichte des rheinischen Braunkohlebergbaus. Brühl 1980, ISBN 3-922634-00-1.
- Fritz Wündisch:  Brühl. Mosaiksteine zur Geschichte einer alten kurkölnischen Stadt. Rheinlandverlag. Köln 1987, ISBN 3-7927-0893-0.
- Fritz Wündisch:  Quellen zur Brühler Geschichte: Brühler Regesten. Bd. I und II. Stadt Brühl 1984 und 1985
- Fritz Wündisch:  Die französische Zeit. Bd. III. Stadt Brühl 1984.
- Fritz Wündisch:  Das alte Brühler Stadtrecht von 1285. Stadt Brühl 1985.
- Fritz Wündisch:  Bender Urkundenbuch. Band 1 und 2. Stadt Brühl 1979 und 1989.
- Fritz Wündisch:  500 Jahre Franziskanerkloster. Stadt Brühl 1991.
- Fritz Wündisch:  Anderthalb Jahrtausende Weiherhof in Schwadorf. Stadt Brühl 1992.